# Strada statale 515 racc Noalese
La ex strada statale 515 racc Noalese (SS 515 racc), ora strada regionale 514 di Vigonza (SR 514), è una strada regionale italiana che funge da raccordo stradale tra la ex strada statale 515 Noalese, ora strada regionale 515 e la strada regionale 308 (variante della ex strada statale 307 del Santo).
Inizia nel comune di Cadoneghe con uno svincolo-rotatoria sottostante alla strada regionale 308 Nuova strada del Santo, prosegue costeggiando il fiume Brenta nei pressi della zona industriale di Vigonza per terminare nello svincolo che interseca la strada regionale 515 Noalese e la strada regionale 11 Padana Superiore con l'inizio della tangenziale Nord di Padova per la Strada statale 47 della Valsugana.
È una strada extraurbana secondaria, e il limite massimo di velocità è di 70 km/h.
In seguito al decreto legislativo n. 112 del 1998, dal 2001, la gestione è passata dall'ANAS alla Regione Veneto.

## Tabella percorso
| di Vigonza | |      |           |
| Tipo       | Indicazione | ↓km↓ | Comune    |
|            | Cadoneghe Nuova del Santo Castelfranco Veneto - Loreggia - Camposampiero - Campodarsego - Padova                                                            | 0,0  | Cadoneghe |
|            | Via Silvestri | 0,3  | Cadoneghe |
|            | Ipermecato | 0,6  | Vigonza   |
|            | Area di servizio | 0,7  | Vigonza   |
|            | Brentana Cadoneghe - Vigodarzere - Villa del Conte | 1,3  | Vigonza   |
|            | Area di servizio | 1,8  | Vigonza   |
|            | Brentana Peraga - Vigonza Zona industriale di Vigonza | 2,0  | Vigonza   |
|            | Busa di Vigonza Noalese Treviso - Zero Branco - Santa Maria di Sala - Vigonza Tangenziale NORD di Padova (per SS 47) Padana Superiore Venezia - Mira - Dolo | 2,3  | Vigonza   |